# Harpocrate
Harpocrate a fost zeul tăcerii, secretelor și confidențialității din religia elenistică dezvoltată în Ptolemaica Alexandria (și, de asemenea, o întruchipare a speranței, conform lui Plutarh). Harpocrate a fost adaptat de grecii de la zeul copilului egiptean Horus.
Pentru vechii egipteni, Horus reprezenta soarele nou-nascut, crescand in fiecare zi in zori. Atunci când grecii au cucerit Egiptul sub Alexandru cel Mare, ei au transformat Horusul egiptean în zeul elenic cunoscut sub numele de Harpocrates, un rendering de la Harp-khered egiptean sau Heru-pa-khered "Horus the Child".
În mitologia egipteană, Horus a fost copilul lui Isis și Osiris. Osiris a fost faraonul originar divin din Egipt, omorat de fratele sau Set (interpretatio graeca, identificat cu Typhon sau Chaos), mumificat, devenind astfel zeul lumii interlope. Grecii au îmbinat Osiris cu Hades subacoperite pentru a produce sincretismul esențial al Alexandriei, cunoscut sub numele de Serapis.
Printre egipteni, Horusul crescut a fost considerat zeul victorios al soarelui, care în fiecare zi trece peste întuneric. El este adesea reprezentat cu capul unui sparrowhawk eurasian, care era sacru pentru el, deoarece șoimul zboară deasupra Pământului. Horus a luptat împotriva Setului, până când a obținut victoria și a devenit conducătorul Egiptului. Ulterior, faraonii din Egipt au fost vazuti ca reincarnari ale Horusului victorios. Steles-urile care ilustrau Heru-pa-Khered stând pe spatele unui crocodil și ținând șerpi în mâinile întinse erau ridicate în curțile templului egiptean, unde erau scufundate sau lustrate în apă; apa a fost apoi folosită pentru binecuvântare și vindecare, deoarece numele lui Heru-pa-Khered a fost el însuși atribuit cu multe puteri protectoare și vindecătoare.